# Nöll
Der Nöll ist ein 492 m ü. NN hoher Berg im Knüllgebirge in Hessen, Deutschland. Die durch Erosion als Härtling herauspräparierte Basaltkuppe hatte vor dem Basaltabbau ursprünglich die Form eines stumpfen Kegels und war etwa 507 m ü. NN hoch.

## Geographie
Der Nöll liegt nur etwa einen Kilometer nördlich von Oberaula in der Gemarkung von Oberaula und dem weiter nördlich gelegenen Dorf Friedigerrode, einem Ortsteil von Oberaula. Der Berg bildet den südwestlichen Abschluss des lang gestreckten Höhenrückens des Eisenberges. Südlich fließt die Aula am Nöll vorbei. Westlich und nördlich wird der Berg vom Osterbach umflossen und östlich befindet sich der Berschbach. Beide Bäche sind linke Zuflüsse der Aula.

## Basaltwerk
Der Abbau von Basalt auf dem Berg begann im Jahr 1810. Im industriellen Maßstab begann der Abbau im Jahr 1907, als die Knüllwaldbahn fertiggestellt wurde. Der Tagebau wurde 1998 eingestellt. Seitdem liegt der etwa 19,5 Hektar große Steinbruch brach. In dem tiefsten Bereich hat sich ein kleiner See gebildet.

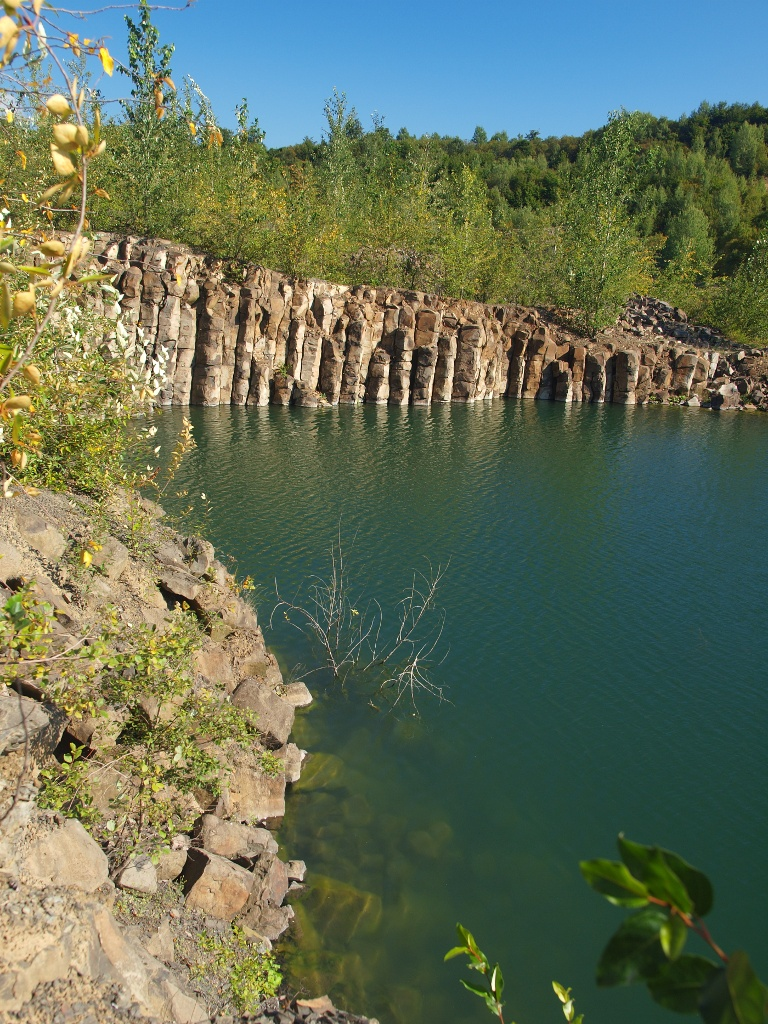
Ein Teil vom Seeufer mit Basaltsäulen im aufgelassenen Steinbruch

## Weblink
- Oberaula: der Basaltsteinsilo und der Bahnhof bei fredriks.de